# Виттерсдорф
Виттерсдо́рф (фр. Wittersdorf) — коммуна на северо-востоке Франции в регионе Гранд-Эст (бывший Эльзас — Шампань — Арденны — Лотарингия), департамент Верхний Рейн, округ Альткирш, кантон Альткирш.
Площадь коммуны — 4,76 км², население — 793 человека (2006) с тенденцией к росту: 836 человек (2012), плотность населения — 175,6 чел/км².

## Население
Численность населения коммуны в 2011 году составляла 843 человека, а в 2012 году — 836 человек.
| 1962 | 1968 | 1975 | 1982 | 1990 | 1999 | 2006 | 2007 | 2008 | 2011 | 2012 |
| ---- | ---- | ---- | ---- | ---- | ---- | ---- | ---- | ---- | ---- | ---- |
| 646  | 632  | 687  | 673  | 660  | 690  | 793  | 808  | 831  | 843  | 836  |

Динамика населения:

## Экономика
В 2010 году из 553 человек трудоспособного возраста (от 15 до 64 лет) 438 были экономически активными, 115 — неактивными (показатель активности 79,2 %, в 1999 году — 72,0 %). Из 438 активных трудоспособных жителей работали 394 человека (205 мужчин и 189 женщин), 44 числились безработными (20 мужчин и 24 женщины). Среди 115 трудоспособных неактивных граждан 37 были учениками либо студентами, 51 — пенсионерами, а ещё 27 — были неактивны в силу других причин.
На протяжении 2011 года в коммуне числилось 344 облагаемых налогом домохозяйства, в которых проживало 839 человек. При этом медиана доходов составила 24554 евро на одного налогоплательщика.

## Достопримечательности (фотогалерея)

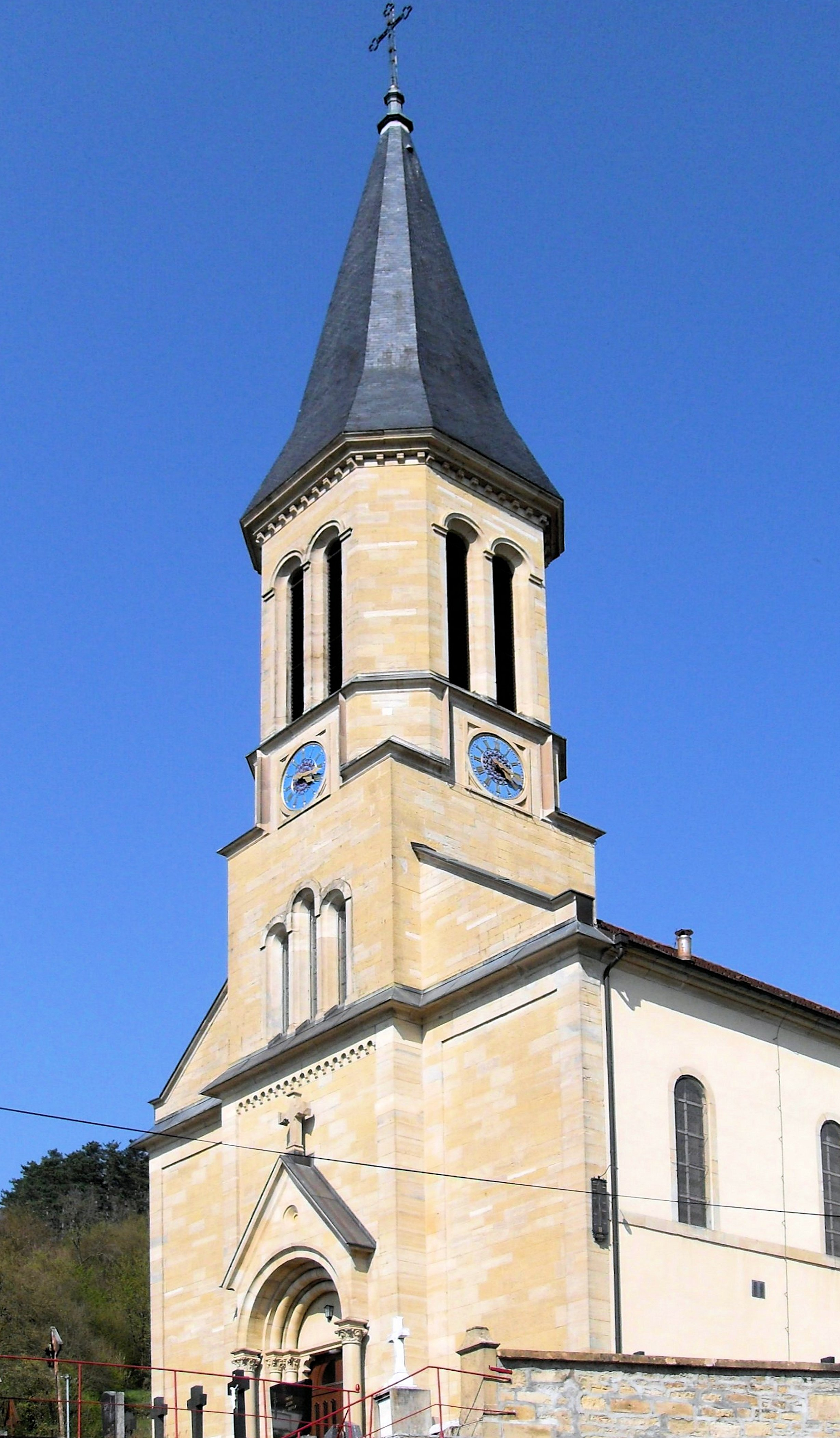
Церковь